# Grå ringlav
Grå ringlav (Evernia illyrica) är en lavart som först beskrevs av Alexander Zahlbruckner, och fick sitt nu gällande namn av Alexander Zahlbruckner. Grå ringlav ingår i släktet Evernia och familjen Parmeliaceae.  Arten är nationellt utdöd i Sverige.Inga underarter finns listade i Catalogue of Life.